# 용지로
용지로(Yongji-ro)는 전북특별자치도 김제시 용지면 점촌삼거리에서 김제시 백구면 득자삼거리를 잇는 도로이다.

## 주요 경유지
전북특별자치도
- 김제시 (용지면 . 백구면)

## 노선
| 이름       | 접속 노선                     | 소재지 | 소재지 | 비고 |
| ---------- | ----------------------------- | ------ | ------ | ---- |
| 점촌삼거리 | 지방도 제716호선 (콩쥐팥쥐로) | 김제시 | 용지면 |      |
| (이름없음) | 소음방로                      | 김제시 | 용지면 |      |
| 고은교     |                               | 김제시 | 용지면 |      |
| (이름없음) | 지방도 제735호선 (황토로)     | 김제시 | 용지면 |      |
| 춘강사거리 | 금백로                        | 김제시 | 용지면 |      |
| 득자사거리 | 국도 제26호선 (번영로)        | 김제시 | 백구면 |      |

## 주요 시설및 건물
- GS칼텍스 운덕주유소 김제점 (용지로 3/상동동 1-10)
- 용지파출소 (용지로 447/구암리 388-1)
- 김제용지우체국 (용지로 448/구암리 375)
- 용지면 행정복지센터 (용지로 455/구암리 359)
- 용지초등학교 (용지로 462/구암리 135)
- 용지보건지소 (용지로 475/구암리 122)